# Людокос
„Людокос“ е българско сатиро-хумористично списание. Излиза всяка седмица в периода 13 октомври 1913 – 16 февруари 1914 г. в София.
В него се публикуват хумористични статии и карикатури. Редакционният колектив на списанието се състои от Йордан Сливополски, Райко Алексиев и Тихомир Павлов. Сътрудници са Стоян Михайловски, Стилиян Чилингиров, Людмил Стоянов, Георги Михайлов. Списанието се отпечатва в печатница „Ден“.

## Галерия
- Карикатури на Райко Алексиев, публикувани в сп. „Людокос“
- „Изборите“, септември 1913 г.
- „Дойна България“, ноември 1913 г.